# Reprezentacja Niemieckiej Republiki Demokratycznej na żużlu
Reprezentacja Niemieckiej Republiki Demokratycznej na żużlu – grupa żużlowców reprezentujących Niemiecką Republikę Demokratyczną w sportowych imprezach międzynarodowych.